# Alicia Delgado
Alicia Luisa Delgado Hilario, mais conhecida como Alicia Delgado (Oyón, 6 de maio de 1959 — Lima, 24 de junho de 2009), foi uma cantora folclórica peruana, quem aventurou a harpa definitivamente no âmbito da vernácula, compôs diversas músicas para trilha de filmes. Ficou conhecida popularmente como A Princesa do Folclore Peruano.

## Biografia
Alicia Delgado nasceu em Zenóbio Delgado e Santa Hilario, na cidade de Taucur, na província de Oyón, Lima, em 6 de maio de 1959.
Ela começou sua carreira com o apoio do bem conhecido artista Totita Cruz, que introduziu a célebre Rádio DJ e do pesquisador talento Eladio Obispo Ureta, em cujo programa “Canta Así Mi Pueblo”, ela cantou em frente a um microfone para o primeiro tempo, acompanhada pelo comandante tarde Pelayo Vallejo. Em 11 de fevereiro de 1975, na idade de 16 anos, Delgado fez sua primeira gravação sob a direção do artista e produtor Ángel Damaso, o lançador de seu filho; o seu primeiro hit: “Un fracaso en la Vida”.
Durante a maior parte de sua carreira, dedicou-se à promoção da música folclórica andina para a América do Sul, tornando-se uma estrela musical em ambos países, tais quais o Peru, e em países vizinhos, como o Chile, Equador e Bolívia, através do qual ela se tornaria conhecida como “A Princesa do Folclore Peruano”, ou “A Princesa Peruana da Música Folclórica”. Em sua carreira, cantou mais de mil canções peruanas.
Foi casada com Delgado Rubén Retuerto e tinha um filho chamado Júnior Retuerto Delgado. Como ela havia se tornada bem sucedida, ela passou vários anos residindo nos Estados Unidos. Um ano depois ela teve um relacionamento muito próximo com Abencia Meza, outra cantora tradicional peruana. As duas silenciosamente residiram em um apartamento juntos, e amplamente tornaram-se reconhecido, tanto por Meza e por meio do público em geral, em seu íntimo relacionamento, embora nunca Delgado publicamente confirmou que a relação era mais que uma amizade.

## Morte
Em 25 de junho de 2009, o corpo de Delgado foi encontrado em sua casa em Monterrico, no distrito de Santiago de Surco, em Lima. Até o momento, as causas oficiais de sua morte não foram divulgadas, porém já esta comprovado que ela foi apunhala da pelas costas com uma faca. As investigações iniciais determinaram a causa da morte por facadas múltiplas. O principal suspeito era um homem chamado Pedro César Mamanchura Antúnez, motorista de Delgado, que havia desaparecido após a sua morte, embora Meza foi considerada como a última responsável. Quando ela foi encontrada, Mamanchura Meza disse que ela tinha pagado para matar Delgado, mas este depoimento foi declarado inadmissível porque o advogado de Mamanchura não estava presente. Suas posteriores entrevistas foram a requerimentos de perdão para a Polícia Meza.

## Músicas
- "Cáncer de Amor"
- "Triste Desengaño"
- "Mi Escritorio"
- "El Cielo y Tu"
- "Quien toma mas que yo"
- "Quillabambino"
- "Piedra Resbalosa"
- "Rio Churín"
- "Huracancito"
- "Despues de mi que Importa"

## Discografia
- Alicia Delgado
- Con Ustedes...
- Nueva Vida
- La Genuina de la Canción Peruana
- La Madame del Huayno
- La Princesa del Huayna Cajatambino
- Con El Caballero del Arpa: Eduardo Delgado
- Concierto en Público con la Eterna Princesa
- Del Perú Para El Mundo
- Nuevamente La Única
- La Princesa del Folklore Peruano
- Toda Una Vida Cantándole al Perú y al Mundo